# Jean Marie Visconti
Pour les articles homonymes, voir Visconti.
Jean Marie Visconti, en italien Giovanni Maria Visconti, né le 7 septembre 1388 à Abbiategrasso, dans le duché de Milan, et mort le 16 mai 1412 à Milan, est duc de Milan de 1402 à sa mort.

## Biographie
Jean Marie Visconti est le fils de Jean Galéas Visconti et de Catherine Visconti, elle-même fille de Barnabé Visconti.
Il est âgé d'à peine treize ans à la mort de son père et sa mère assume la régence de son duché. En peu de temps, le duché se désintègre. Au milieu des affrontements entre factions rivales, menées par des capitaines de fortune et des mercenaires, un homme sans scrupules émerge, Facino Cane. Celui-ci réussit, en s'appuyant sur le caractère sanguinaire de Jean Marie, à instiller en lui un sentiment de suspicion à l'égard de la régente. Catherine est emprisonnée en 1404 à Monza, où elle meurt peu après, probablement empoisonnée ou peut-être victime de la peste.
En 1408, il épouse Antonia, fille d'Andrea Malatesta et de Rengarda d'Imola. Andrea est le frère de Charles Ier Malatesta, seigneur de Rimini, et d'Élisabeth de Mantoue. Cette dernière est la sœur de François Ier Gonzague (1366-1407), seigneur de Mantoue, époux d'Agnès (ca 1362-1391), une des filles de Barnabé Visconti, qu'il fait décapiter en 1391 et épouse, en 1393, Margherita Malatesta (NC-1399), sœur de Charles Ier Malatesta. Parallèlement à la double alliance entre les familles Gonzague et Malatesta, la famille Gonzague renoue ainsi avec la famille Visconti après l'épisode sanglant d'Agnès.
Jean Marie se rend célèbre par ses chiens, mâtins qu'il avait dressés à dévorer des hommes vivants. On dit que, lorsqu'en mai 1409, alors que la ville est encore en guerre, le peuple affamé crie sur son passage « Paix !  Paix ! », il déchaîne sur lui sa soldatesque qui massacre
deux cents personnes ; à la suite de cela, il interdit, sous peine de pendaison, que soient prononcés les mots paix et guerre et oblige même les ecclésiastiques à dire, pendant la messe : « dona nobis tranquillitatem » à la place de pacem.
Quelques conjurés profitent de la période où Facino Cane, le plus grand condottiere du duché, gît gravement blessé à Pavie pour assassiner Jean Marie devant l'église San Gottardo in Corte de Milan,  le 16 mai 1412. N'ayant pas eu d'enfant, c'est son frère qui lui succède.
Facino Cane mourant fait jurer, le jour même, à ses officiers de soutenir l'héritier de Jean Marie, Philippe Marie, et il propose de plus, que sa femme, Béatrice de Tende, épouse le nouveau duc après sa mort, ce qui a effectivement lieu peu après.